# Dodge Charger
Dodge Charger je sportovní kupé vyráběné americkou automobilkou Dodge v letech 1966 až 1978. Patří mezi nejtypičtější zástupce kategorie muscle cars.

V současné době se vyrábí stejnojmenný sedan, podle podvozkové platformy označovaný Dodge Charger (LX).

## 1966–1967
První model měl výrazně splývavou záď (tzv. fastback) a přední světlomety skryté za mřížkou chladiče. Vycházel z modelu Dodge Coronet.
Nabízeny byly motory:
- V8 318 cui (5,2 l, 230k,171,4 kW při 4400 otáčkách za minutu)
- V8 383 cui (6,3 l, 335k, 242,7 kW při 4800 otáčkách za minutu)
- V8 426 Hemi (7,0 l, 430k, 317 kW)
- V8 440 cui (7,2 l, 375k)

## 1968–1970
Roku 1968 prošel Dodge Charger výraznou změnou exteriéru. Nový tvar karosérie, inspirovaný tvarem tehdejších stíhaček,
byl nazýván „coke bottle“ (láhev od koly). Tento design byl velmi agresivní a dynamický. Byla uvedena verze R/T s motorem 440 Magnum v základní výbavě.
Verze pro rok 1969 se od té předchozí lišila pouze svislou příčkou v mřížce chladiče a širokými zadními světly, na rozdíl od čtveřice kulatých. Přibyly verze SE, 500 a Daytona.

Model pro další rok, 1970 se opět nevyznačoval výraznějšími změnami. Byla upravena mřížka chladiče, odstraněna dělicí příčka a přidán výrazný chromový lem. Úpravou prošla také zadní světla. Nabídka pohonných jednotek byla poprvé od roku 1967 obohacena, a to o 440 Six Pack (7,2 l, 290kw). Zvláštností tohoto motoru byly tři dvoukomorové karburátory, z nichž dva se připojovaly až při požadavku maximálního výkonu.

## 1971–1974
Dodge Charger dostal nové tvary a menší rozměry. Současně byly z důvodu zpřísňujících se emisních limitů snižovány výkony motorů.

## 1975–1978
V letech 1975–1978 byl Dodge Charger téměř identickým vozem jako Chrysler Cordoba. Nešlo již o sportovní automobil.

## Ve filmu
Dodge Charger se proslavil zejména v seriálu „Dukes of Hazzard“ o bratrancích Dukeových z městačka Hazzard. Následně pak ve filmové podobě z roku 2005. V tomto seriálu a filmu měl jejich Charger červeno-oranžovou barvu a přezdívku General Lee.
Kromě toho se Charger objevil i ve filmu Rychle a zběsile, kde řidič vozidla byl Vin Diesel. Jednalo se o přeplňovaný závodní speciál černé barvy model 1970 s motorem 440 Magnum. Patřil otci pouličního závodníka Dominika, který se v tomto voze zabil a proto z něj měl Dominik strach. Dominik s ním v závěru filmu nakonec vyjede na svou „poslední cestu“ a havaruje. Havárii přežije. Ve filmu Rychlí a zběsilí, je po havárii opět přestavěn a opět havaruje. Svou roli má pak také v Rychle a zběsile 7.
Dále se objevil ve filmu Bullittův případ. Je zde černý Charger ve verzi R/T s motorem Magnum z roku 1968 kdy asi po 8minutové honičce s tmavě zeleným Ford Mustang 1968 Fastback (řízeným policistou Bullittem) je nakonec Charger v zatáčce vytlačen ze silnice a havaruje do čerpací stanice. Toto filmové pronásledování po ulicích San Francisca je jednou z nejslavnějších scén automobilové kinematografie.
Dále také můžeme vidět Charger ve snímku Quentina Tarantina „Death Proof“, kde si Kurt Russell jako své druhé „auto zabiják“ zvolí právě Charger 1969 R/T černé barvy s bílou lebkou na kapotě.
Nelze také opomenout snímek „Dirty Mary, Crazy Larry“ kde je zářivě zelený Charger 440 R/T s černým pruhem na bocích. Své uplatnění ve filmu získal Charger asi pro svůj agresivní a mohutný vzhled, doplňovaný zvukem big-blocku V8 který disponuje velkým výkonem a především kroutícím momentem.
Velkým milníkem pro Muscle vozy Dodge byl hlavně snímek „Vanishing Point“, kde se představil vůz Challenger 1970 R/T s motorem Magnum a v remakeu filmu pak i jeho „bratr“, černý Charger řízený policisty, snažíc se zatavit Kowalskiho v Challengeru.